# 378P/McNaught
378P/McNaught è una cometa periodica appartenente alla famiglia delle comete gioviane. La cometa è stata scoperta il 30 dicembre 2005 , tre anni dopo vennero scoperte da parte dell'astrofilo italiano Sergio Foglia  immagini di prescoperta risalenti al settembre 1989 , la sua riscoperta il 10 marzo 2019 ha permesso di numerarla . 

## Orbita
La cometa ha una MOID molto piccola col pianeta Saturno, fatto che permette incontri molto ravvicinati tra i due corpi celesti come quello del 17 aprile 2121 a sole 0,345 U.a. e quello del 17 marzo 2150 a sole 0,324 u.a.